# 3419 Guth
3419 Guth è un asteroide della fascia principale del diametro medio di circa 32,96 km. Scoperto nel 1981, presenta un'orbita caratterizzata da un semiasse maggiore pari a 3,2105263 UA e da un'eccentricità di 0,0642080, inclinata di 17,55664° rispetto all'eclittica.
L'asteroide è dedicato all'astronomo ceco Vladimír Guth.